# Runosmäki
Runosmäki est un quartier des districts de Länsikeskus et Runosmäki-Raunistula à Turku en Finlande,.

## Description
Runosmäki est situé à environ quatre kilomètres au nord du centre-ville.
Piiiparinpolku est une rue piétonne entre l'ancien lycée de Turku et Mustalampi.
En allant de l'étang Mustalampi vers Nättinummi, Piiiparinpolku devient Pillipiiparinpolku.
à côté de Mustalampi, il y a une aire de jeux et un belvédère.
Le chemin de randonnée de Nunnavuori mesure  1,7 km de long, et à l'intérieur se trouve Nunnavuori, qui est l'une des réserves naturelles de Turku.
Runosmäki abrite le château d'eau de Parolanpuisto (fi).

## Galerie

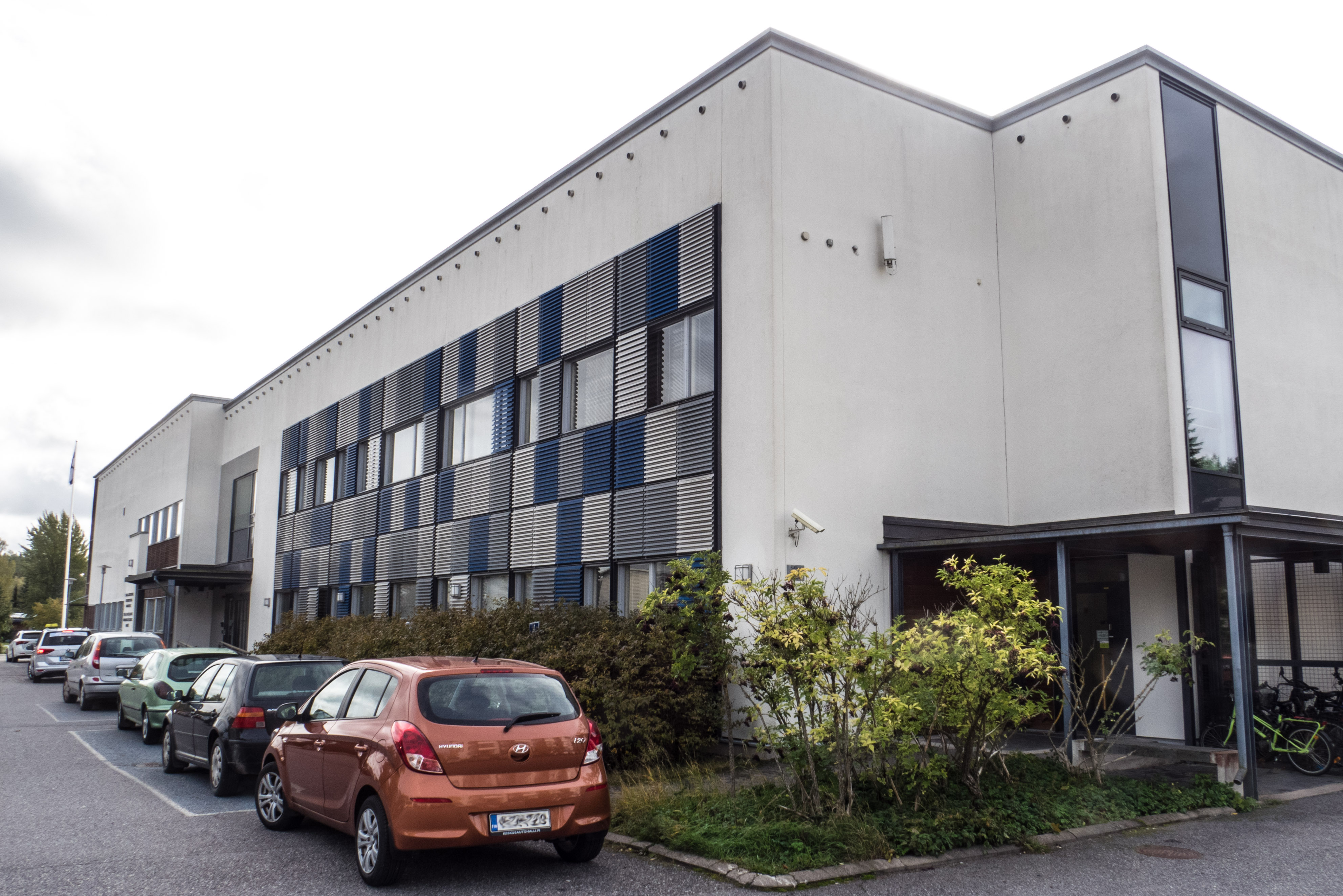
Centre médical de Runosmäki.
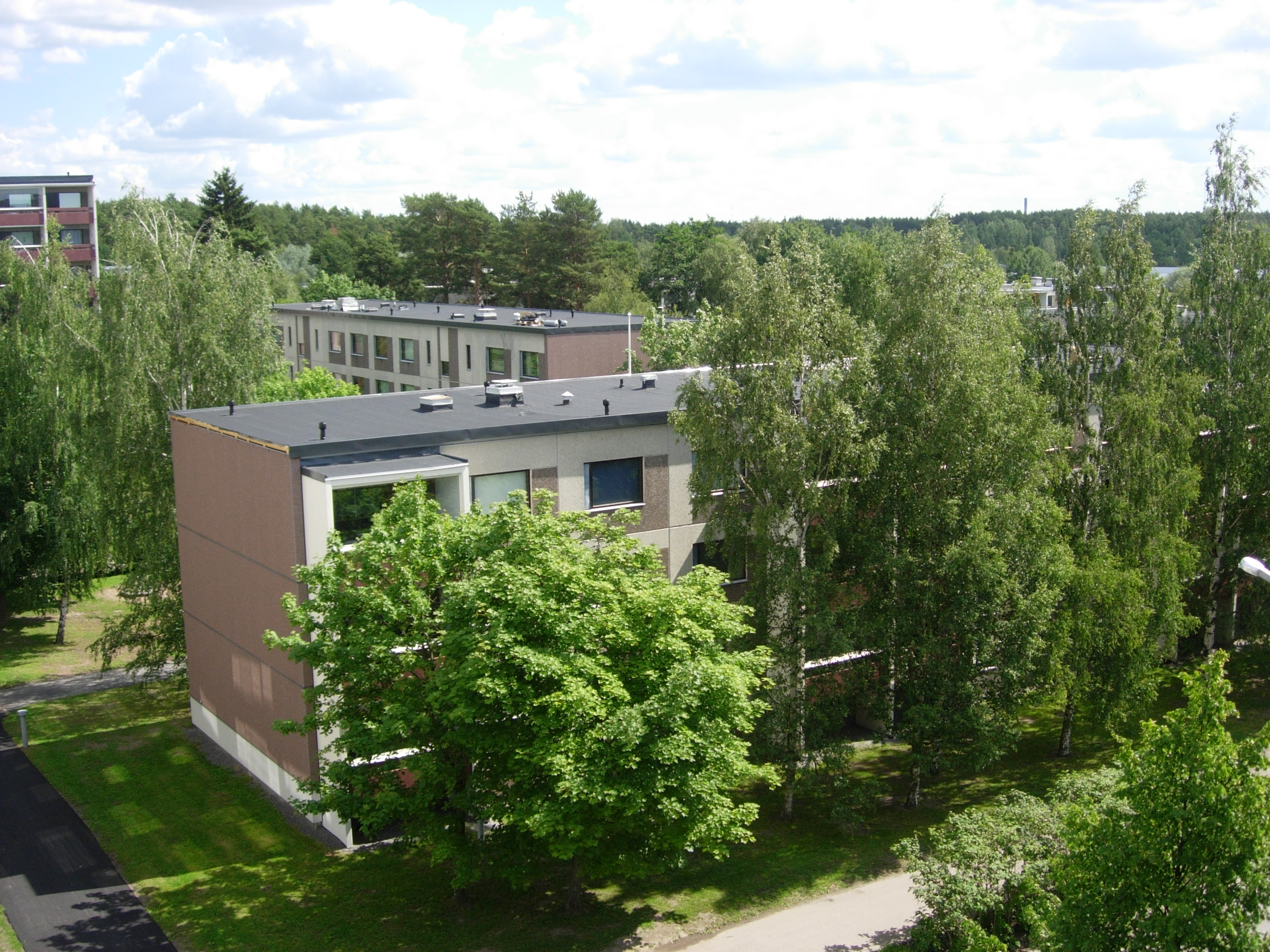
Stoltinkatu 5.
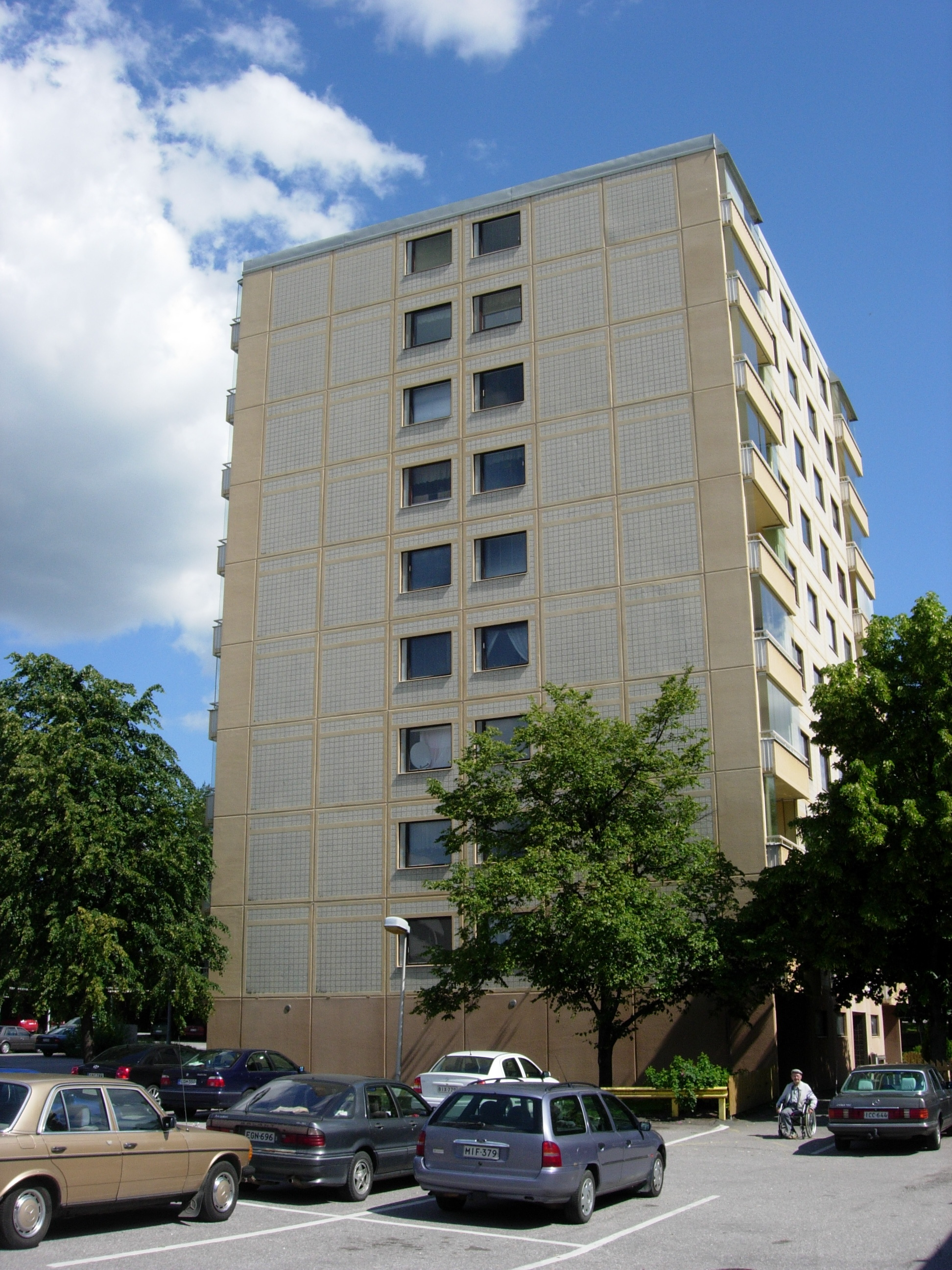
Friskinkatu 2.
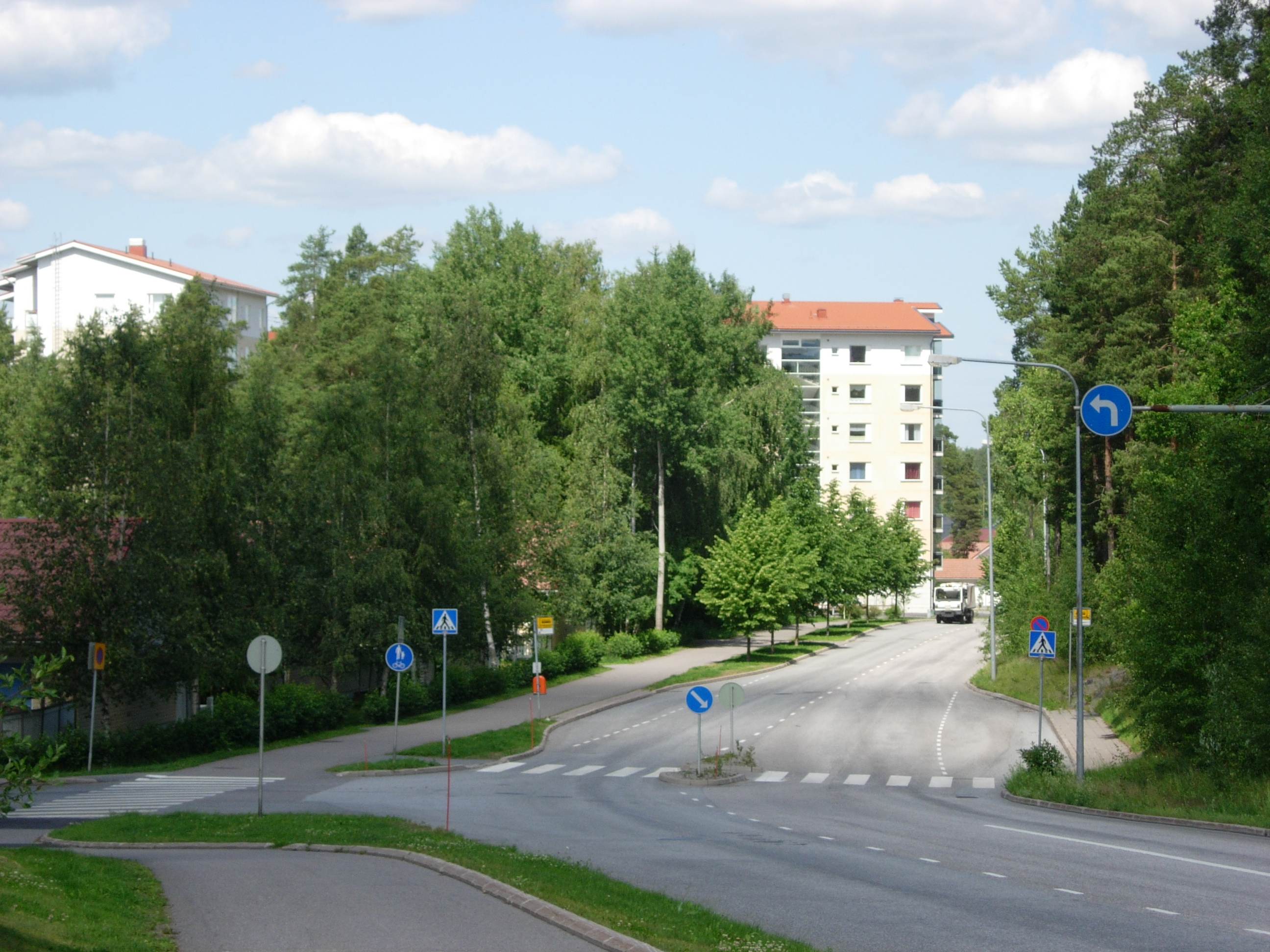
Aurorankatu 14-16.
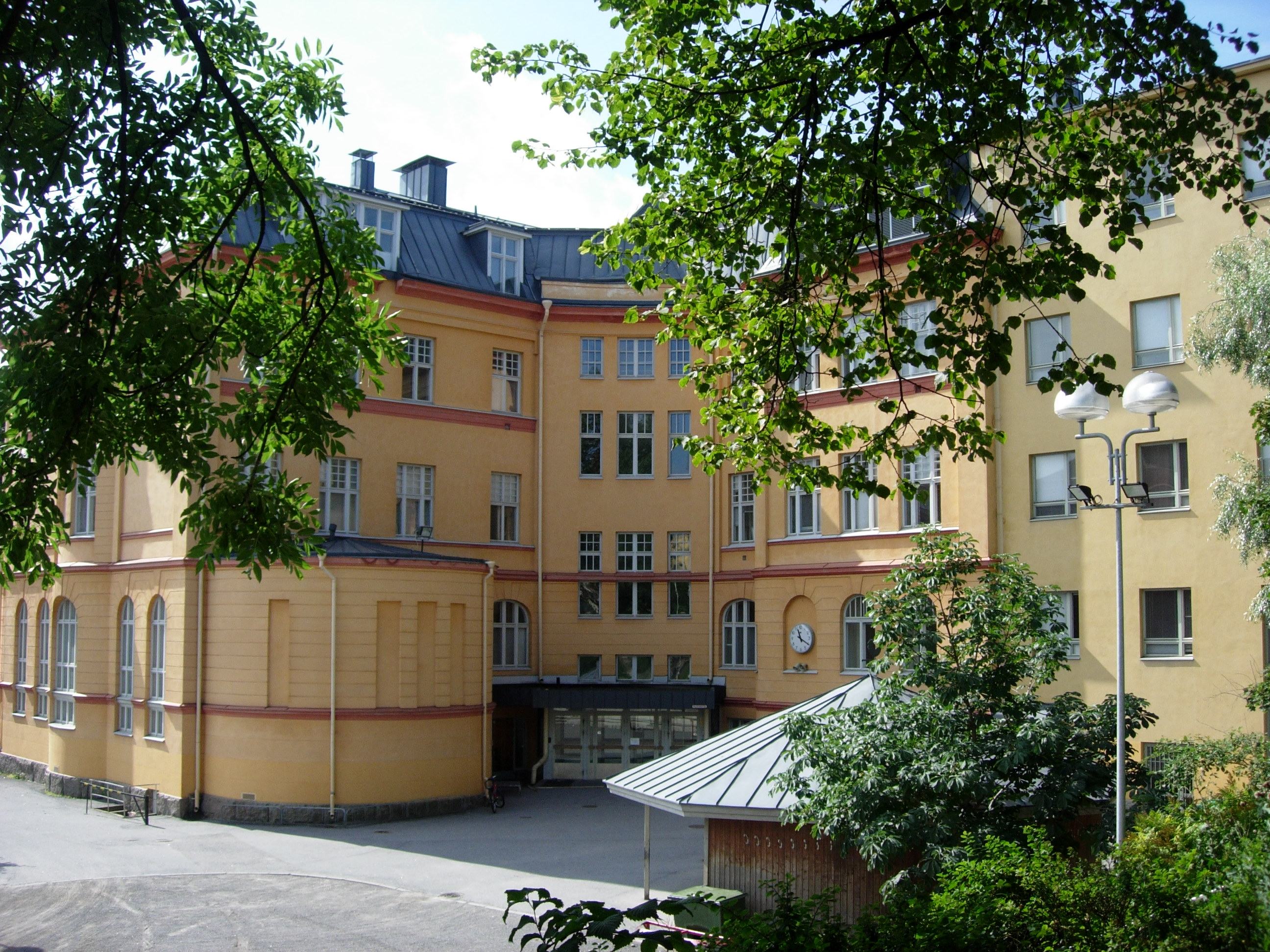
Ancien lycée de Turku.